# Yrjö Wilhelm Jalander
Yrjö Wilhelm Jalander, Y.W. Jalander, född 19 maj 1874 i Helsingfors, död där 6 juli 1955, var en finländsk apotekare. Han var bror till Bruno Jalander. 
Han avlade provisorsexamen 1900 och studerade samt bedrev i flera repriser forskning i Tyskland, där han var stadigvarande bosatt 1922–1926. Han kunde bland annat påvisa, att tjäran innehåller bakteriedödande ämnen. Han öppnade 1915 ett apotek i Uleåborg och grundade detta år även sötsaksfabriken Merijal i denna stad samt innehade från 1918 apoteket Lejonet i Helsingfors. 
Jalander skrev bland annat ett självbiografiskt arbete, Sextio år på den farmaceutiska banan (1950). Han var sedan början av 1920-talet aktiv inom högerextrema kretsar; utgav 1934–1939 tidskriften Siniristi och medarbetade i För frihet och rätt.